# University System of Maryland
Das University System of Maryland (USM) ist ein Verbund staatlicher Universitäten im US-Bundesstaat Maryland. Der Hochschulverbund gehört zu den größten in den USA: im Herbst 2021 studierten 164.852 Studierende an Universitäten des Verbundes (2006: etwa 130.000, Herbst 2020: 170.180). Er entstand 1988 aus den fünf Institutionen der University of Maryland und den sechs Einrichtungen des State University and College System of Maryland.
Das Stiftungsvermögen des University System of Maryland betrug 2020 1,50 Milliarden US-Dollar.

## Standorte
Universitäten
In Klammern sind die Zahlen der eingeschriebenen Studierenden im Herbst 2020 angegeben.
- Bowie State University (6.250)
- Coppin State University (2.348)
- Frostburg State University (4.857)
- Salisbury University (8.124)
- Towson University (21.917)
- University of Baltimore (4.169)
- University of Maryland, Baltimore (7.137)
  - University of Maryland School of Dentistry, gegründet 1840, heute zahnmedizinisches Institut der Universität
- University of Maryland, Baltimore County (13.497)
- University of Maryland, College Park, der Hauptcampus (40.709)
- University of Maryland Global Campus für Online-Studien (58.526), bis 2019: University of Maryland University College (UMUC) mit Standorten in den USA, Asien und Europa
- University of Maryland Eastern Shore in Princess Anne (2.646)

Zentren und Institute
- University of Maryland Center for Environmental Science
- University of Maryland Biotechnology Institute

Weitere Standorte
- Universities at Shady Grove
- University System of Maryland at Hagerstown